# Jahorina
Jahorina – masyw górski w Górach Dynarskich. Leży w Bośni i Hercegowinie. Jego najwyższy szczyt Ogoreljica osiąga wysokość 1913 m. Podczas Zimowych Igrzysk Olimpijskich w 1984 r. na stokach Jahoriny rozgrywano zawody narciarstwa alpejskiego kobiet.